# Cecilio Domínguez
Cecilio Andrés Domínguez Ruiz (Asunción, Paraguay, 11 de agosto de 1994) es un futbolista paraguayo. Juega de extremo izquierdo. Su equipo actual es Cerro Porteño de la Primera División de Paraguay.

## Trayectoria
Su carrera inicia en las inferiores del Sol de América de su natal Asunción. El 20 de noviembre de 2011 logra debutar como profesional en la victoria de su equipo frente al Club Guaraní. Duraría 4 años en la entidad.
En 2015 llega a Club Cerro Porteño, de Paraguay; logra ser campeón del Apertura 2015. En 2016 tendría un buen año de su carrera, al anotar 9 goles en Primera División y 1 en torneos internacionales, para sumar un total de 10 tantos en 42 partidos. El 29 de septiembre logra marcar su primer triplete ante el Independiente Santa Fe en la Copa Sudamericana.
Después de varias semanas de especulación, a los 22 años de edad, logra salir del fútbol de su país, y el 14 de enero de 2017 llega a la Ciudad de México, para firmar su contrato como nuevo jugador del Club América de la Primera División de México. Tras meses de inactividad por una lesión en el hombro, el 22 de julio de 2017 vuelve a disputar un partido con el equipo, una semana después anota un doblete frente al Pachuca.
En 2022, el jugador se encuentra en medio de un litigio entre el Club América y el Independiente de Avellaneda, de Argentina, ya que este último equipo no ha finiquitado el pago por el traspaso del jugador.

## Selección nacional
Debuta con la selección de fútbol sub-20 de Paraguay en el Campeonato Sudamericano de Fútbol Sub-20 de 2013 disputado en Mendoza. El 10 de octubre de 2014 debuta con la selección mayor en un partido amistoso frente a Corea del Sur.

### Participaciones en fases eliminatorias
| Torneo                        | Categoría | Sede     | Resultado      | Partidos | Goles |
| ----------------------------- | --------- | -------- | -------------- | -------- | ----- |
| Clasificación Mundial de 2018 | Absoluta  | Conmebol | Séptimo puesto | 6        | 0     |

### Participaciones en fases finales
| Torneo                          | Categoría | Sede      | Resultado        | Partidos | Goles |
| ------------------------------- | --------- | --------- | ---------------- | -------- | ----- |
| Campeonato Sudamericano de 2013 | Sub-20    | Argentina | Subcampeón       | 9        | 1     |
| Copa Mundial de 2013            | Sub-20    | Turquía   | Octavos de final | 3        | 0     |
| Copa América de 2019            | Absoluta  | Brasil    | Cuartos de final | 2        | 0     |

## Estadísticas

### Clubes
Actualizado hasta su último partido disputado el 30 de julio de 2025.
| Club                          | Div.          | Temporada     | Liga  | Liga  | Liga   | Copas nacionales | Copas nacionales | Copas nacionales | Torneos internacionales | Torneos internacionales | Torneos internacionales | Total | Total | Total  |
| Club                          | Div.          | Temporada     | Part. | Goles | Asist. | Part.            | Goles            | Asist.           | Part.                   | Goles                   | Asist.                  | Part. | Goles | Asist. |
| ----------------------------- | ------------- | ------------- | ----- | ----- | ------ | ---------------- | ---------------- | ---------------- | ----------------------- | ----------------------- | ----------------------- | ----- | ----- | ------ |
| Sol de América Paraguay       | 1.ª           | 2011          | 2     | 1     | 0      | —                | —                | —                | —                       | —                       | —                       | 2     | 1     | 0      |
| Sol de América Paraguay       | 1.ª           | 2012          | 24    | 2     | 0      | —                | —                | —                | —                       | —                       | —                       | 24    | 2     | 0      |
| Sol de América Paraguay       | 1.ª           | 2013          | 25    | 5     | 0      | —                | —                | —                | —                       | —                       | —                       | 25    | 5     | 0      |
| Sol de América Paraguay       | 1.ª           | 2014          | 38    | 3     | 3      | —                | —                | —                | —                       | —                       | —                       | 38    | 3     | 3      |
| Sol de América Paraguay       | Total club    | Total club    | 89    | 11    | 3      | 0                | 0                | 0                | 0                       | 0                       | 0                       | 89    | 11    | 3      |
| Club Nacional Paraguay        | 1.ª           | 2014          | —     | —     | —      | —                | —                | —                | 2                       | 0                       | 0                       | 2     | 0     | 0      |
| Club Nacional Paraguay        | Total club    | Total club    | 0     | 0     | 0      | 0                | 0                | 0                | 2                       | 0                       | 0                       | 2     | 0     | 0      |
| Cerro Porteño Paraguay        | 1.ª           | 2015          | 37    | 6     | 2      | —                | —                | —                | 2                       | 1                       | 1                       | 39    | 7     | 3      |
| Cerro Porteño Paraguay        | 1.ª           | 2016          | 32    | 19    | 3      | —                | —                | —                | 10                      | 7                       | 1                       | 42    | 26    | 4      |
| Club América · México         | 1.ª           | C-2017        | 6     | 3     | 0      | 2                | 0                | 0                | —                       | —                       | —                       | 8     | 3     | 0      |
| Club América · México         | 1.ª           | 2017-18       | 33    | 8     | 3      | 5                | 0                | 0                | 4                       | 3                       | 0                       | 42    | 11    | 3      |
| Club América · México         | 1.ª           | 2018-19       | 19    | 2     | 1      | 5                | 5                | 1                | —                       | —                       | —                       | 24    | 7     | 2      |
| Club América · México         | Total club    | Total club    | 58    | 13    | 4      | 12               | 5                | 1                | 4                       | 3                       | 0                       | 74    | 21    | 5      |
| C. A. Independiente Argentina | 1.ª           | 2018-19       | 8     | 1     | 1      | 3                | 2                | 1                | 4                       | 3                       | 1                       | 15    | 6     | 3      |
| C. A. Independiente Argentina | 1.ª           | 2019-20       | 21    | 2     | 2      | 1                | 0                | 0                | 5                       | 0                       | 1                       | 27    | 2     | 3      |
| C. A. Independiente Argentina | Total club    | Total club    | 29    | 3     | 3      | 4                | 2                | 1                | 9                       | 3                       | 2                       | 42    | 8     | 6      |
| Club Guaraní Paraguay         | 1.ª           | 2020          | 14    | 4     | 3      | —                | —                | —                | 6                       | 2                       | 1                       | 20    | 6     | 4      |
| Club Guaraní Paraguay         | Total club    | Total club    | 14    | 4     | 3      | 0                | 0                | 0                | 6                       | 2                       | 1                       | 20    | 6     | 4      |
| Austin F. C. Estados Unidos   | 1.ª           | 2021          | 34    | 7     | 3      | —                | —                | —                | —                       | —                       | —                       | 34    | 7     | 3      |
| Austin F. C. Estados Unidos   | 1.ª           | 2022          | 4     | 2     | 0      | —                | —                | —                | —                       | —                       | —                       | 4     | 2     | 0      |
| Austin F. C. Estados Unidos   | Total club    | Total club    | 38    | 9     | 3      | 0                | 0                | 0                | 0                       | 0                       | 0                       | 38    | 9     | 3      |
| Santos Laguna · México        | 1.ª           | 2022-23       | 16    | 0     | 1      | —                | —                | —                | —                       | —                       | —                       | 16    | 0     | 1      |
| Santos Laguna · México        | Total club    | Total club    | 16    | 0     | 1      | 0                | 0                | 0                | 0                       | 0                       | 0                       | 16    | 0     | 1      |
| Cerro Porteño Paraguay        | 1.ª           | 2023          | 19    | 6     | 3      | 1                | 0                | 0                | —                       | —                       | —                       | 20    | 6     | 3      |
| Cerro Porteño Paraguay        | 1.ª           | 2024          | 25    | 11    | 6      | 1                | 0                | 0                | 6                       | 0                       | 0                       | 32    | 11    | 6      |
| Cerro Porteño Paraguay        | 1.ª           | 2025          | 17    | 3     | 6      | —                | —                | —                | 6                       | 2                       | 3                       | 23    | 5     | 9      |
| Cerro Porteño Paraguay        | Total club    | Total club    | 130   | 45    | 20     | 2                | 0                | 0                | 24                      | 10                      | 5                       | 156   | 55    | 25     |
| Total carrera                 | Total carrera | Total carrera | 374   | 85    | 40     | 18               | 7                | 2                | 45                      | 18                      | 8                       | 437   | 110   | 50     |
| 1. 2. 3.                      |               |               |       |       |        |                  |                  |                  |                         |                         |                         |       |       |        |

#### Goles en competiciones internacionales
| Cerro Porteño                    | 2 | 2 | Deportivo Táchira      | Asunción         | Estadio Defensores del Chaco    | 11 de febrero de 2015    | 2015 | Anotado                     |
| Cerro Porteño                    | 1 | 2 | Boca Juniors           | Asunción         | Estadio Defensores del Chaco    | 28 de abril de 2016      | 2016 | Anotado                     |
| Guaraní                          | 4 | 1 | Tigre                  | Asunción         | Estadio Defensores del Chaco    | 17 de septiembre de 2020 | 2020 | Anotado                     |
| Guaraní                          | 3 | 1 | Tigre                  | Victoria         | Estadio José Dellagiovanna      | 1 de octubre de 2020     | 2020 | Anotado                     |
| Cerro Porteño                    | 4 | 0 | Monagas                | Maturín          | Estadio Monumental de Maturín   | 20 de febrero de 2025    | 2025 | Anotado                     |
| Cerro Porteño                    | 2 | 2 | Sporting Cristal       | Asunción         | Estadio General Pablo Rojas     | 24 de abril de 2025      | 2025 | Anotado                     |
| Copa Sudamericana                |   |   |                        |                  |                                 |                          |      |                             |
| Cerro Porteño                    | 4 | 1 | Santa Fe               | Asunción         | Estadio Defensores del Chaco    | 29 de septiembre de 2016 | 2016 | Anotado · Anotado · Anotado |
| Cerro Porteño                    | 2 | 0 | Independiente Medellín | Asunción         | Estadio Defensores del Chaco    | 25 de octubre de 2016    | 2016 | Anotado · Anotado           |
| Cerro Porteño                    | 1 | 1 | Atlético Nacional      | Asunción         | Estadio Defensores del Chaco    | 1 de noviembre de 2016   | 2016 | Anotado                     |
| Independiente                    | 2 | 1 | Deportivo Binacional   | Arequipa         | Estadio Monumental de la UNSA   | 1 de mayo de 2019        | 2019 | Anotado                     |
| Independiente                    | 2 | 3 | Águilas Doradas        | Rionegro         | Estadio Alberto Grisales        | 21 de mayo de 2019       | 2019 | Anotado                     |
| Independiente                    | 2 | 0 | Águilas Doradas        | Avellaneda       | Estadio Libertadores de América | 28 de mayo de 2019       | 2019 | Anotado                     |
| Liga de Campeones de la Concacaf |   |   |                        |                  |                                 |                          |      |                             |
| C. América                       | 5 | 1 | Deportivo Saprissa     | San José         | Estadio Ricardo Saprissa        | 21 de febrero de 2018    | 2018 | Anotado · Anotado           |
| C. América                       | 4 | 0 | Tauro F. C.            | Ciudad de México | Estadio Azteca                  | 6 de marzo de 2018       | 2018 | Anotado                     |

### Selección de Paraguay
Actualizado al último partido jugado el 20 de noviembre de 2018.
| Selección | Año   | Eliminatorias | Eliminatorias | Continental(1) | Continental(1) | Mundial(2) | Mundial(2) | Amistosos | Amistosos | Total | Total | Media goleadora |
| Selección | Año   | Part.         | Goles         | Part.          | Goles          | Part.      | Goles      | Part.     | Goles     | Part. | Goles | Media goleadora |
| --- | ----- | ------------- | ------------- | -------------- | -------------- | ---------- | ---------- | --------- | --------- | ----- | ----- | --------------- |
| Sub-20 Paraguay |       |               |               |                |                |            |            |           |           |       |       |                 |
| 2013 | —     | —             | 9             | 1              | 3              | 0          | —          | —         | 12        | 1     | 0.08  |                 |
| Total | 0     | 0             | 9             | 1              | 3              | 0          | 0          | 0         | 12        | 1     | 0.08  |                 |
| Absoluta Paraguay |       |               |               |                |                |            |            |           |           |       |       |                 |
| 2014 | —     | —             | —             | —              | —              | —          | 2          | 0         | 2         | 0     | 0.00  |                 |
| 2015 | —     | —             | —             | —              | —              | —          | 1          | 0         | 1         | 0     | 0.00  |                 |
| 2016 | 2     | 0             | —             | —              | —              | —          | —          | —         | 2         | 0     | 0.00  |                 |
| 2017 | 4     | 0             | —             | —              | —              | —          | —          | —         | 4         | 0     | 0.00  |                 |
| 2018 | —     | —             | —             | —              | —              | —          | 2          | 0         | 2         | 0     | 0.00  |                 |
| Total | 6     | 0             | 0             | 0              | 0              | 0          | 5          | 0         | 11        | 0     | 0.00  |                 |
| Total | Total | 6             | 0             | 9              | 1              | 3          | 0          | 5         | 0         | 23    | 1     | 0.04            |
| (1) Incluye datos de Campeonato Sudamericano de Fútbol Sub-20 (2013). (2) Incluye datos de Copa Mundial de Fútbol Sub-20 (2013). |       |               |               |                |                |            |            |           |           |       |       |                 |

### Hat-tricks
| 1 | 29 de septiembre de 2016 | Defensores del Chaco, Asunción | Cerro Porteño - Independiente Santa Fe | Anotado · Anotado · Anotado | 4 - 1 | Copa Sudamericana 2016 |

## Palmarés

### Títulos nacionales
| Título           | Club          | País     | Año    |
| ---------------- | ------------- | -------- | ------ |
| Primera División | Cerro Porteño | Paraguay | 2015-A |
| Primera División | América       | México   | 2018-A |
| Copa MX          | América       | México   | 2019-C |

### Distinciones individuales
| Distinción                                           | Año  |
| ---------------------------------------------------- | ---- |
| Máximo goleador de la Copa Sudamericana 2016         | 2016 |
| Máximo goleador del Torneo Apertura 2024 de Paraguay | 2024 |